# 松岡修太郎
松岡 修太郎（まつおか しゅうたろう、1896年 - 1985年）は、日本の法学者。憲法学者・行政法学者。北海道大学名誉教授・北海学園大学名誉教授。美濃部達吉の弟子。北海道の法学教育におけるパイオニア。

## 年譜
- 東京生まれ
- 1915年（大正4年） - 旧制第四高等学校卒業
- 1922年（大正11年） - 東京帝国大学法学部卒業。同年、同大学院（旧制）を中退。朝鮮総督府京城法学専門学校講師
- 1926年（大正15年） - 京城帝国大学法文学部助教授
- 1928年（昭和3年） - 同法文学部教授
- 1945年（昭和20年） - 朝鮮半島から引揚げ
- 1946年（昭和21年） - 岩手県立盛岡中学校校長
- 1948年（昭和23年） - 同校が岩手県立盛岡第一高等学校に校名が改称された際も校長職に留まる
- 1949年（昭和24年） - 学制改革で校長を解任され、金沢大学法文学部教授
- 1952年（昭和27年） - 同評議員
- 1953年（昭和28年） - 北海道大学法学部教授。北海道大学で法学部長、評議員、教養部長を歴任
- 1960年（昭和35年） - 北海道大学停年退官。同名誉教授
- 1961年（昭和36年） - 藤女子大学教授
- 1964年（昭和39年） - 北海学園大学法学部教授
- 1965年（昭和40年） - 同法学部長
- 1970年（昭和45年） - 勲二等旭日重光章受章
- 1974年（昭和49年） - 北海学園大学退職。同名誉教授

## 著書
- 末弘厳太郎、田中耕太郎編『法律学辞典』（第1巻～第4巻分担執筆、岩波書店、1934年 - 1937年）
- 松岡修太郎『外地法』 第3巻《新法学全集》、日本評論社、1940年。NDLJP:1685986/211。
- 『朝鮮行政法提要（総論）』（東都書籍、1944年）
- 『憲法講義』（有信堂、1958年初版・1961年増補版）